# Кимура, Хисаси
Хисаси Кимура (яп. 木村 栄 Кимура Хисаси, 1870—1943) — японский астроном.

## Биография
Родился в городе Канадзава префектуры Исикава, в 1892 году окончил Токийский университет. В 1896 и 1897 годах участвовал в наблюдениях полных солнечных затмений. Основатель и директор в 1899—1941 Международной широтной станции в Мидзусаве (в настоящее время город Осю). В 1922—1936 годах — руководитель Центрального бюро Международной службы широты.
Основные труды в области исследований движения полюсов Земли и колебаний широт. В 1902 году при обработке наблюдений Международной службы широты первым предложил ввести в формулу для определения координат полюса Земли ещё один член, одинаковый для всех станций наблюдений и не зависящий от их координат, — общее годовое колебание (так называемый член Кимуры, или z-член). Происхождение его пытаются объяснить целым рядом причин, в том числе и ошибками склонений звёзд, однако единого мнения на этот счёт нет и в настоящее время.
Первый лауреат Императорской премии Японской академии (1911). Член Императорской академии (ныне Японская академия наук) с 1925.
Президент Комиссии N 19 «Изучение колебаний широт» Международного астрономического союза (1919—1935).
Награждён Золотой медалью Королевского астрономического общества (1936) и Орденом Культуры (1937, Кимура был одним из первых кавалеров этого ордена).
В его честь названы кратер на Луне и астероид (6233) Kimura.